# Produktsicherheitsportal
Das Produktsicherheitsportal ist eine von der Bundesanstalt für Arbeitsschutz und Arbeitsmedizin (BAuA) bereitgestellte deutsche Internet-Informationsplattform.

## Inhalt
Das Produktsicherheitsportal stellt Informationen über Aspekte zur Sicherheit von Produkten bereit. Es beschränkt sich auf Produkte, die dem Produktsicherheitsgesetz unterliegen. Insbesondere sind u. a. Lebensmittel, Futtermittel, Pflanzenschutzmittel und Medizinprodukte nicht erfasst. Die Informationen beziehen sich auf Hinweise zu Sicherheit und Gesundheitsschutz, andere Qualitätsaspekte, wie z. B. die Lebensdauer, spielen hier keine Rolle. Von besonderem Interesse sind einerseits Produkte, die in der Arbeitswelt verwendet werden, aber auch grundsätzlich alle Produkte, die entweder für die Verwendung durch Verbraucher gedacht sind oder bei denen bei gewissenhafter Überlegung zu erwarten ist, dass sie in die Hände von Verbrauchern gelangen.

## Zielgruppen
Das Produktsicherheitsportal richtet sich an:
- Marktüberwachungsbehörden
- Wirtschaftsakteure
- Gewerbliche Einkäufer und Verbraucher

## Datenbank
In ihrer Datenbank „Gefährliche Produkte“ veröffentlicht die BAuA ihr bekannt gewordene Produktrückrufe, Produktwarnungen, Untersagungsverfügungen und sonstige Informationen zu gefährlichen Einzelprodukten, die vom Produktsicherheitsgesetz erfasst sind. Über dieses Produktsicherheitsdatenbank genannte Recherchemittel sind außerdem Meldungen an das RAPEX-Informationssystem der EU der letzten Jahre abrufbar, die sich auf in Deutschland vermarktete oder aufgefundene Produkte nicht nur technischer Art, sondern auch auf Lebensmittel oder Bedarfsgegenstände beziehen bzw. bezogen.

## Betreiber
Das Produktsicherheitsportal wird durch die Bundesanstalt für Arbeitsschutz und Arbeitsmedizin (BAuA) im Auftrag des Bundesministeriums für Arbeit und Soziales betrieben. Die Verantwortung liegt bei der BAuA im Fachbereich „Produkte und Arbeitssysteme“ und dort in der Gruppe „Grundsatzfragen der Produktsicherheit“.

## Verweise
1. ↑  Text des Produktsicherheitsgesetzes
2. ↑  § 1 des Produktsicherheitsgesetzes, Anwendungsbereich